# Gelete Burka
Gelete Burka Bati (ur. 23 stycznia 1986 w Oromii) – etiopska lekkoatletka, specjalizująca się w biegu na 1500 metrów oraz biegach przełajowych.

## Osiągnięcia
- 9 medali mistrzostw świata w biegach przełajowych:
  - Lozanna 2003 – brąz (indywidualnie) oraz srebro (drużynowo) w kategorii juniorek
  - Saint-Étienne 2005 – złoto (indywidualnie) oraz srebro (w drużynie) w kategorii juniorek
  - Fukuoka 2006 – 2 złote medale (indywidualnie i drużynowo) w kategorii seniorek (krótki dystans)
  - Mombasa 2007 – złoty medal w drużynie
  - Edynburg 2008 – złoto drużynowo
  - Amman 2009 – srebro w drużynie
- 2. miejsce podczas Światowego Finału IAAF (bieg na 3000 m Monako 2005)
- złoty medal igrzysk afrykańskich (bieg na 1500 m Algier 2007)
- złoto halowych mistrzostw świata (bieg na 1500 m Walencja 2008)
- złoto mistrzostw Afryki (bieg na 1500 m Addis Abeba 2008), podczas biegu finałowego Burika ustanowiła nowy rekord tej imprezy (4.08,25)
- 2. lokata na Światowym Finale IAAF (bieg na 1500 m Stuttgart 2008)
- brąz halowych mistrzostw świata (Doha 2010)
- srebrny medal mistrzostw Afryki w biegu na 1500 metrów (Nairobi 2010)
- 7. miejsce w biegu na 1500 metrów podczas pucharu interkontynentalnego (Split 2010)
- brąz halowych mistrzostw świata w biegu na 3000 metrów (Stambuł 2012)
- 5. miejsce na igrzyskach olimpijskich w biegu na 5000 metrów (Londyn 2012)
- srebro mistrzostw świata w biegu na 10 000 metrów (Pekin 2015)
- brązowy medal igrzysk afrykańskich w biegu na 10 000 metrów (Brazzaville 2015)
- 8. miejsce na igrzyskach olimpijskich w biegu na 10 000 metrów (Rio de Janeiro 2016)

## Rekordy życiowe
- bieg na 1500 metrów – 3:58,79 (2009)
- bieg na milę – 4:18,23 (2008) były rekord Afryki
- bieg na 2000 metrów – 5:30,19 (2009) 7. rezultat w historii światowej lekkoatletyki, były rekord Afryki
- bieg na 3000 metrów – 8:25,92 (2006)
- bieg na 5000 metrów – 14:31,20 (2007)
- bieg na 10 000 metrów – 30:26,66 (2016)
- bieg na 10 kilometrów – 30:53 (2012) były rekord Etiopii
- półmaraton – 1:06:11 (2018)
- bieg maratoński – 2:26:03 (2014)
- bieg na 1500 metrów (hala) – 3:59,75 (2008) 6. rezultat w historii światowej lekkoatletyki, były rekord Afryki
- bieg na 3000 metrów (hala) – 8:31,94 (2008)